# Jim Neidhart
Pour les articles homonymes, voir Neidhart.
James Henry Neidhart, dit Jim Neidhart (né le 8 février 1955 à Tampa et mort le 13 août 2018 à Wesley Chapel), est un catcheur (lutteur professionnel) américain.
Il s'illustre au lycée puis à l'université de Californie à Los Angeles (UCLA) comme athlète en tant que lanceur de poids. Il essaie d'être joueur de football américain mais il ne réussit pas à faire une carrière professionnelle dans ce sport malgré deux stages de pré saison chez les Raiders d'Oakland puis chez les Cowboys de Dallas. Il devient alors catcheur à la fin des années 1970 d'abord au Canada à la Stampede Wrestling.
Il devient célèbre dans la deuxième moitié des années 1980 quand il rejoint la World Wrestling Federation (WWF) en formant The Hart Foundation avec son beau-frère Bret Hart. Ensemble, ils remportent à deux reprises le championnat du monde par équipes de la WWF. Il quitte la WWF en 1991 et y retourne un an plus tard où il est l'allié de son autre beau-frère Owen Hart. Cela ne dure qu'un an, il effectue deux autres passages dans cette fédération en 1994 puis en 1997 où il reforme The Hart Foundation avec Bret et Owen Hart, The British Bulldog et Brian Pillman. Il met fin à son contrat avec la WWF fin 1997 après le Montreal Screwjob pour la World Championship Wrestling et n'y reste qu'un an. Il lutte dans diverses fédérations en Amérique du Nord avant d'arrêter sa carrière en 2016.
Il fait partie de la famille Hart depuis qu'il a épousé Elizabeth Hart et est le père de la catcheuse Natalya. Il meurt le 13 août 2018.

## Biographie

### Jeunesse
Jim Neidhart grandit en Californie et s'illustre en athlétisme au lycée où il détient le record de lancer de poids du comté d'Orange de 1973 à 1985. Après le lycée, il rejoint l'université de Californie à Los Angeles (UCLA) où il fait partie de l'équipe d'athlétisme. Il tente ensuite de devenir joueur de football américain et participe aux pré saison des Raiders d'Oakland puis chez les Cowboys de Dallas mais ne signe pas de contrat avec ces franchises de la National Football League.

### Carrière de catcheur

#### Stampede Wrestling(1979-1983)
Alors qu'il est dans l'Ohio, Neidhart rencontre le gérant d'une salle de sport qui lui dit qu'il peut devenir riche en faisant du catch. Une fois de retour à Los Angeles, il rencontre Gene LeBell qui est le promoteur de la NWA Hollywood Wrestling. Il lui recommande deux fédérations de catch réputées au Canada où il peut apprendre le catch : celle d'Al Tomko à Vancouver et la Stampede Wrestling dirigé par Stu Hart à Calgary. Neidhart choisit d'aller à Calgary et apprend le catch auprès de Stu Hart dans le Donjon, la cave aménagée en salle d'entraînement dans la maison familiale. Neidhart côtoie à l'entraînement Bret Hart, Davey Boy Smith, Dynamite Kid ainsi qu'Owen Hart qui commence à peine son entraînement.
Il fait ses premiers combats dans cette fédération et y remporte avec Hercules Ayala (en) le championnat par équipes international de la Stampede Wrestling le 27 septembre 1980, après leur victoire face à Kasavudu et Mr. Sakurada,. Leur règne prend fin le 22 novembre après leur défaite face à Duke Myers et Bobby Bass.
En 1983, il s'allie avec Mr. Hito (en) et deviennent champion par équipes international de la Stampede le 11 mars en battant Duke Myers et Kerry Brown. Ils perdent ce titre face à Cuban Assassin et Francisco Flores le 9 septembre.

#### Mid-South WrestlingetChampionship Wrestling from Florida(1983-1985)
En 1983, Junkyard Dog qui a travaillé à la Stampede Wrestling aide Neidhart à venir à la Mid-South Wrestling (en). Il y fait équipe avec Butch Reed avec qui il devient champion par équipe de la Mid-South le 12 octobre après leur victoire face à Magnum T.A. et Jim Duggan. Leur règne prend fin à Noël après leur défaite face à Magnum T.A. et Mr. Wrestling II.
Il fait ensuite un bref passage à Memphis à la Continental Wrestling Association avant d'aller à la Championship Wrestling from Florida. Il ajoute à son palmarès le championnat poids lourd du Sud de la Floride de la National Wrestling Alliance qu'il garde du 12 au 25 août. Il s'allie aussi avec Krusher Khruschev et sont champion par équipes des États-Unis de la NWA (version Floride) du 3 octobre au 1er janvier 1985.

#### World Wrestling Federation(1985-1992)

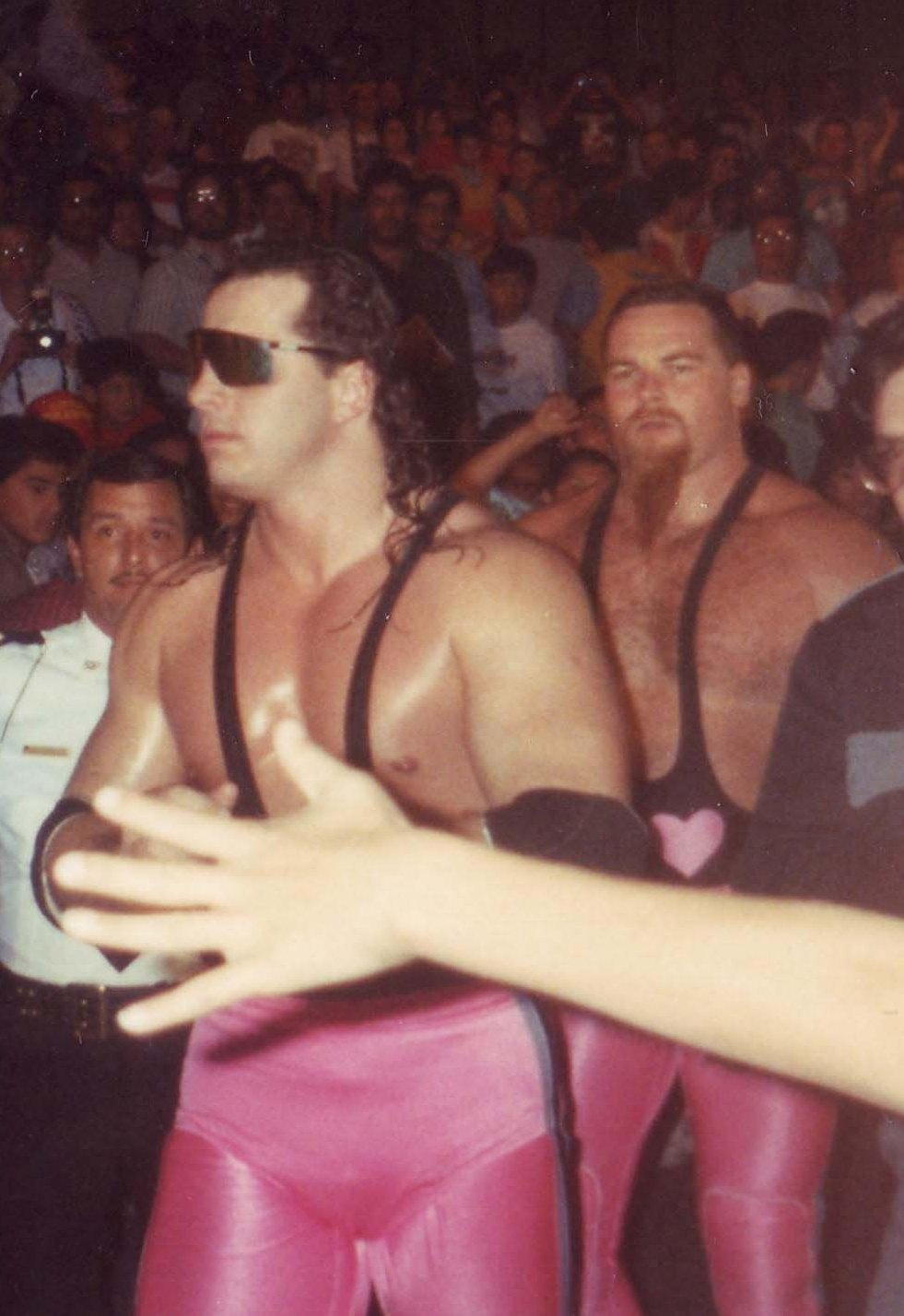
The Hart Foundation formée de Bret Hart et Jim Neidhart à partir de 1985 à la WWF.

En 1984, Stu Hart vend la Stampede Wrestling à la World Wrestling Federation (WWF) et demande que la WWF engage deux de ses fils (Bret et Owen Hart) ainsi que ses gendres comme Neidhart. Il commence par lutter seul avec Mr. Fuji comme manager début 1985 avant de faire équipe avec son beau-frère Bret. Ils forment The Hart Foundation avec Jimmy Hart comme manager. Ils sont alors des heels c'est-à-dire des « méchants ». Un des combats notables du début de leur équipe a lieu au Madison Square Garden le 13 juillet face à The British Bulldogs (Davey Boy Smith et Dynamite Kid). Cela se conclut sur un égalité après avoir atteint la limite de temps.
Le 7 avril 1986 au cours de WrestleMania II, Neidhart participe à une bataille royale comprenant des catcheurs et des joueurs de la National Football League. Il fait équipe avec Hart et sont parmi les derniers sur le ring avec André The Giant, le géant les élimine tous lles deux pour remporter ce match. Ils sont les rivaux des Killer Bees (B. Brian Blair et Jim Brunzell).
Ils parviennent à remporter le championnat du monde par équipes de la WWF le 26 janvier 1987 après leur victoire face à The British Bulldogs (Davey Boy Smith et Dynamite Kid). Au cours de ce match, l'arbitre Danny Davis aide la Hart Foundation et se fait renvoyer. Davis s'allie à la Hart Foundation et commence à les accompagner avec Jimmy Hart. Le 14 mars au cours de Saturday Night's Main Event X, la Hart Foundation conserve leur titre en battant Tito Santana et Dan Spivey grâce à l'intervention de Davis en fin de match qui frappe Santana avec le mégaphone de Jimmy Hart. Leur alliance avec Davis donne lieu à un match face à The British Bulldogs et Tito Santana le 29 mars durant WrestleMania III qui voit la victoire de la Hart Foundation. Le 27 octobre au cours de l'enregistrement de WWF Superstars of Wrestling diffusé 7 novembre, le règne de la Hart Foundation prend fin après leur défaite face à Strike Force (Rick Martel et Tito Santana).

#### Post-WWF
Jim Neidhart se réunissait plus tard avec Bret dans le clan des symphatisants canadiens. Après que Bret quittait la fédération en mauvais termes à la suite du Montréal Screwjob en 1997, Neidhart le suivait à la World Championship Wrestling (mais pas dans l'immédiat, ce qui provoquait le fait qu'il ait été battu et humilié par la D-Generation X avant son départ) où il formait une équipe avec Davey Boy Smith, qui a aussi suivi ici Bret. Bien que c'était leur première vraie affaire en ce qui concerne l'argent, ils étaient utilisés rarement par la dirigeant de la WCW Eric Bischoff. Il finissait par être renvoyé et retournait au circuit indépendant.

#### World Tour of Wrestling
Jim Neidhart perdit un Money in the Bank match pour le vacant World Tour of Wrestling Heavyweight Championship. Il battit "The Texan" Aaron Arispe Jr. pour être le second World Tour of Wrestling Heavyweight Champion.

#### Total Nonstop Action Wrestling
Jim Neidhart fait son retour sur le ring à la TNA en novembre 2009, en affrontant Jay Lethal et gagne ce match.

### Décès
Le 13 août 2018, Neidhart chute dans sa maison à Wesley Chapel. Il est gravement blessé à la tête et cette blessure s'avère mortelle.

### Vie privée
Jim Neidhart épouse Elizabeth Hart, une des filles de Stu Hart, en 1979. Ils ont trois filles dont Natalie Katherine qui devient catcheuse sous le nom de Natalya.
Début juillet 2018, Chris Nowinski qui préside la Concussion Legacy Foundation annonce que Neidhart a la maladie d'Alzheimer.

## Palmarès
- Championship Wrestling from Florida
  - 1 fois champion poids lourd du Sud de la Floride de la National Wrestling Alliance[15]
  - 1 fois champion par équipes des États-Unis de la National Wrestling Alliance (version Floride) avec Krusher Khruschev[16]
- Memphis Championship Wrestling (MCW)
  - 1 fois champion par équipes du Sud de la MCW avec The Blue Meanie[28]
- Mid-Eastern Wrestling Federation (MEWF)
  - 1 fois champion poids lourd de la MEWF[29]
- Mid-South Wrestling (en)
  - 1 fois champion par équipes de la Mid-South avec Butch Reed[13]
- Pro Wrestling Ohio (PWO)
  - 1 fois champion par équipes de la PWO avec Greg Valentine[30]
- Stampede Wrestling
  - 2 fois champion par équipes international de la Stampede avec Hercules Ayala (en) puis avec Mr. Hito (en)[10]
- Top Rope Championship Wrestling (TRCW)
  - 1 fois champion poids lourd international de la TRCW[31]
- World Wrestling Federation (WWF)
  - 2 fois champion du monde par équipes de la WWF avec Bret Hart[32]

## Récompenses des magazines
- Pro Wrestling Illustrated
  - 2e équipe de l'année 1987 avec Bret Hart[33]

| Année | 1991 | 1992 | 1993 | 1994 | 1995 | 1996 | 1997 | 1998 |
| ----- | ---- | ---- | ---- | ---- | ---- | ---- | ---- | ---- |
| Rang  | 70   | 121  | 197  | 61   | 132  | 171  | 159  | 165  |

- Wrestling Observer Newsletter
  - Rivalité de l'année 1997 (Stone Cold Steve Austin contre The Hart Foundation)[35]